# Chinesisches Raumfahrer-Ausbildungszentrum
Das Chinesische Raumfahrer-Ausbildungszentrum (chinesisch 中國航天員科研訓練中心 / 中国航天员科研训练中心, Pinyin Zhōngguó Hángtiānyuán Kēyán Xùnliàn Zhōngxīn), kurz Chinesisches Raumfahrerzentrum (中国航天员中心), Funkname „Shuguang“, im Pekinger Stadtbezirk Haidian ist eine Einrichtung der Abteilung für Waffenentwicklung der Zentralen Militärkommission. Seine Hauptaufgabe ist die Auswahl, Ausbildung und medizinische Überwachung der chinesischen Raumfahrer (im Ausland oft „Taikonauten“ genannt) sowie die Entwicklung und Herstellung von Raumanzügen und Weltraumnahrung. Seit 1985 fungiert das Zentrum auch als Hochschule.
Am 21. März 2008 wurde der Hauptgürtelasteroid 35313, auch bekannt als 1997 AC6, nach dem Chinesischen Raumfahrerzentrum (Zhongguo Hangtianyuan Zhongxin) „Hangtianyuan“ benannt.

## Geschichte
Die Geschichte des Raumfahrer-Ausbildungszentrums geht zurück auf das Jahr 1958, als, nachdem Qian Xuesen und Zhao Jiuzhang im Januar jenes Jahres einen entsprechenden Vorschlag gemacht hatten, die Chinesische Akademie der Wissenschaften angewiesen wurde, die Möglichkeiten für einen chinesischen Satelliten auszuloten – das sogenannte „Projekt 581“. Im Rahmen dieses Projekts wurde Mitte August 1958 am damaligen Institut für Biophysik der Akademie der Wissenschaften (中国科学院生物物理研究所) die „Forschungsgruppe Hochatmosphärenphysiologie“ (高空生理研究组) gebildet, die sich mit der Entwicklung von Lebenserhaltungssystemen für in Raketen mitfliegende Lebewesen befassen sollte. Gleichzeitig wurde an der Chinesischen Akademie für Medizin (中国医学科学院) eine Arbeitsgruppe für Weltraummedizin (宇宙医学专业小组) eingerichtet, und an der damaligen Akademie für Militärmedizin der Volksbefreiungsarmee (中国人民解放军军事医学科学院) ein Forschungslabor für Weltraummedizin (宇宙医学研究室).
Während das Satellitenprojekt im Januar 1959 auf Anweisung von Deng Xiaoping zunächst zurückgestellt wurde, liefen die weltraummedizinischen Forschungen auf niedrigem Niveau weiter. 1960 nahmen chinesische Vertreter auf Vermittlung Zhao Jiuzhangs an einer von Wissenschaftlern der sozialistischen Länder veranstalteten Konferenz zur Raumfahrt- und Weltraummedizin teil, und im selben Jahr wurde die Forschungsgruppe Hochatmosphärenphysiologie auf Anweisung der Staatlichen Planungskommission beim Staatsrat der Volksrepublik China zum „Forschungslabor für Weltraumbiologie“ (宇宙生物研究室) erweitert. Man führte Experimente mit Mäusen, Ratten und kleinen Hunden durch, das Labor wurde auf drei Abteilungen erweitert, wo sich 1966 mehr als 100 Wissenschaftler mit Tierversuchen auf dem Boden, der Auswahl und Ausbildung von Versuchstieren für Suborbitalflüge sowie der Konstruktion der entsprechenden Geräte befassten.
Anfang 1968 reichte Qian Xuesen bei der damaligen Kommission für Wehrtechnik der Volksbefreiungsarmee einen Bericht ein, in dem er vorschlug, die weltraummedizinischen Einrichtungen zusammenzuführen. Die Wehrtechnik-Kommission billigte Qians Vorschlag, und am 1. April 1968 wurde in Peking aus den Laboren der Akademie der Wissenschaften, der Akademie für Medizin und der Akademie für Militärmedizin das „Forschungsinstitut für Weltraummedizin und -technik“ (宇宙医学及工程研究所) gebildet, intern als „Forschungsinstitut 507“ (五〇七所) bezeichnet und der Wehrtechnik-Kommission unterstellt. Bei seiner Gründung hatte das Institut 1265 Mitarbeiter, erster Institutsleiter wurde der Militärarzt He Quanxuan (何权轩, * 1919). Zunächst war das Institut auf dem Campus Changping der Universität Peking angesiedelt, musste dann aufgrund der Universitätsverlagerungen im Rahmen der „Dritten Front“ mehrfach im Großraum Peking umziehen, zum Teil bis nach Shanxi und Henan, wurde 1971 in „Forschungsinstitut für Raumfahrtmedizin und -technik“ (航天医学工程研究所) umbenannt, bis es schließlich am 25. Juni 1986 eine feste Heimat gegenüber der Landwirtschaftsuniversität Peking im Stadtbezirk Haidian, Qinghua-Straße Ecke Xueqing-Straße, fand.
Am 24. April 1970 hob Chinas erster Satellit Dong Fang Hong I erfolgreich ins Weltall ab. Kaum drei Monate später, am 14. Juli 1970, billigte Mao Zedong einen Plan der Kommission für Wehrtechnik der Volksbefreiungsarmee, Raumfahrer auszuwählen und ein den amerikanischen Gemini-Kapseln ähnelndes Raumschiff zu bauen. Nach dem Datum 14. Juli wurde dieses Unterfangen, das vorsah, bis Ende 1973 zwei Raumfahrer ins All zu befördern, „Projekt 714“ (714工程) genannt. Hierbei handelte es sich um ein weitgehend fiktionales Projekt. Es wurden zwar 19 Raumfahrer ausgewählt und Weltraumnahrung entwickelt, aber das Shuguang-1 (曙光一号, also „Morgenröte 1“) genannte Raumschiff kam nie über ein Modell aus Holz und Pappe hinaus. Als die Verantwortlichen Anfang 1972 um mehr Geld baten, erklärte Mao, dass die irdischen Dinge Vorrang hätten und man sich um das Weltall später kümmern würde („先把地球上的事搞好，地球外的事往后放放“), etwas, das Premierminister Zhou Enlai Qian Xuesen gegenüber schon vorher zum Ausdruck gebracht hatte. Am 13. Mai 1972 wurde der letzte Raumfahrer zu seiner ursprünglichen Luftwaffeneinheit zurückgeschickt,
im März 1975 wurde das Projekt von der Wehrtechnik-Kommission auf Anweisung des Staatsrats eingestellt,
und 1977 wurden mehr als 2/3 des Personals des Forschungsinstituts für Raumfahrtmedizin und -technik entlassen.

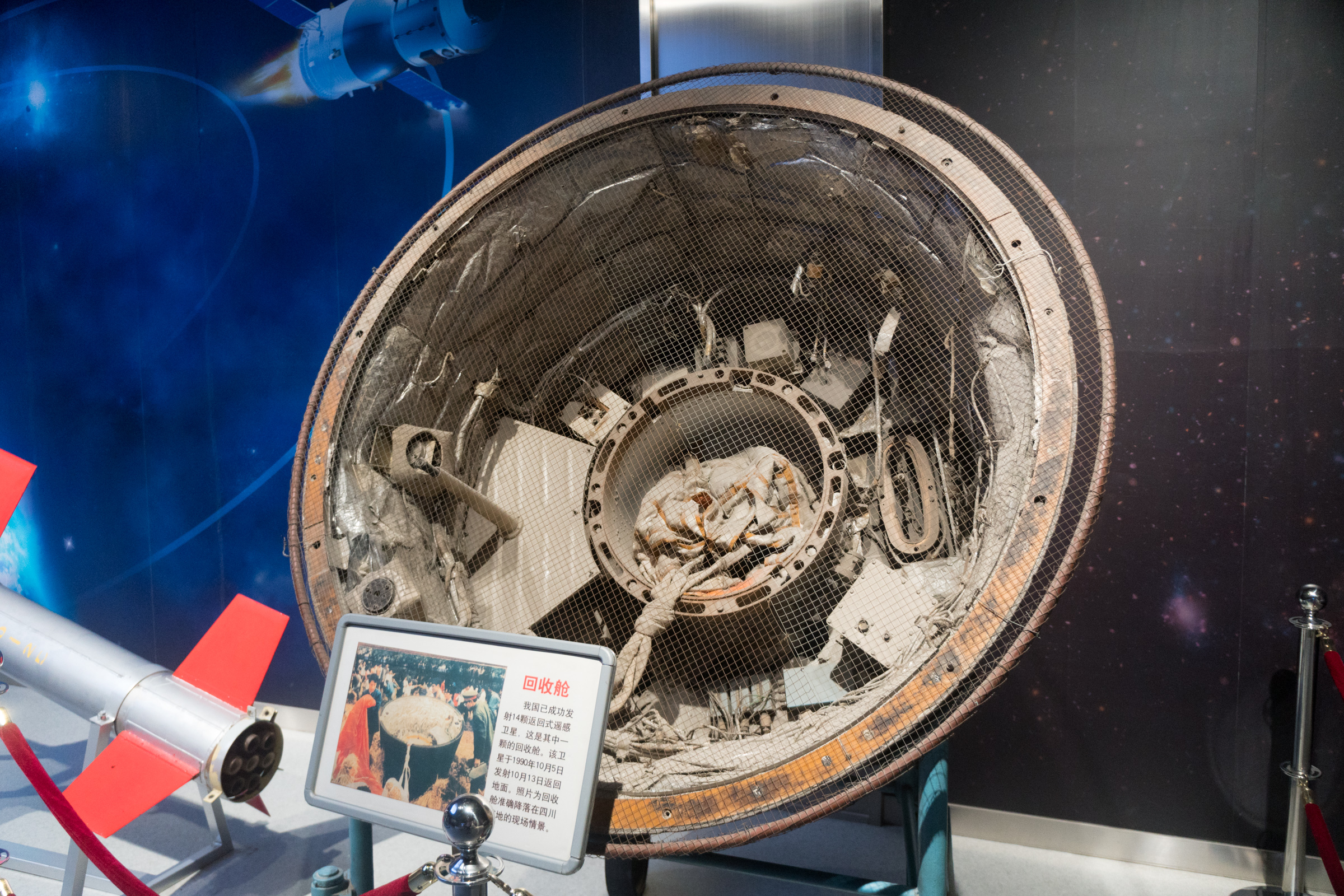
Das Innere des Mäusesatelliten Bahnbrecher-1A 3

Es wurden jedoch weiter Forschungen auf dem Gebiet der Lebenserhaltungssysteme, der Somatik und der Mitnahme von Lebewesen auf Satelliten durchgeführt, die ab 1981 intensiviert wurden, ab 1986 im Rahmen des „Programms 863“, also des im März jenes Jahres unter Deng Xiaoping gestarteten Nationalen Programms zur Förderung von Hochtechnologie.
Am 5. Oktober 1990 hob um 14:15 Ortszeit ein Rückkehrsatellit vom Typ „Bahnbrecher-1“, der 12. der Serie, mit einer Changzheng-2C-Trägerrakete vom Kosmodrom Jiuquan ab, an Bord zwei weiße Mäuse in einer vom Forschungsinstitut für Raumfahrtmedizin und -technik konstruierten Kabine, die die Temperatur im Bereich zwischen 14 und 28 °C hielt und über einen Fütterungsmechanismus für die Tiere verfügte, dazu noch Telemetrie für die Kabine selbst und die Körperfunktionen der Mäuse. Nach achttägigem Flug landeten die Tiere am 13. Oktober 1990 um 12 Uhr mittags wohlbehalten wieder in China.

## Aufgaben
Am 21. September 1992 genehmigte der Ständige Ausschuss des Politbüros der Kommunistischen Partei Chinas das bemannte Raumfahrtprogramm, nach dem Datum als „Projekt 921“ (921工程) bezeichnet.
Das gesamte Programm war damals in sieben (heute 14) Aufgabenbereiche, sogenannte „Systeme“ (系统) unterteilt.
Das Forschungsinstitut für Raumfahrtmedizin und -technik war und ist zum einen für das Raumfahrersystem (航天员系统) zuständig, wobei seine Aufgaben im Einzelnen wie folgt lauten:
- Aufstellung eines Raumfahrerkorps
- Bei jeder Mission die Auswahl von für diese Mission am besten geeigneten Raumfahrer aus dem Korps sowie deren Schulung für besagte Mission
- Entwicklung von Technologien zur Gewährleistung der Gesundheit der Raumfahrer unter den besonderen Bedingungen eines Raumflugs
- Entwicklung von Technologien zur Gewährleistung sicherer Außenbordeinsätze
- Beurteilung von Raumfahrzeugen auf ihre Eignung für Transport und Beherbergung von Menschen unter medizinischen und ergonomischen Gesichtspunkten
- Entwicklung und Herstellung von medizinischen Telemetriesystemen für den Gebrauch in der Erdumlaufbahn
- Erforschung der physiologischen Veränderungen von Menschen unter den besonderen Bedingungen des Weltalls
- Entwicklung fortschrittlicher Lebenserhaltungssysteme
- Erhöhung der Arbeitseffizienz von Menschen im Weltall[14]

Für das Raumschiffsystem (载人飞船系统), also Entwicklung und Bau der Shenzhou-Raumschiffe, ist die Chinesische Akademie für Weltraumtechnologie zuständig, eine Tochtergesellschaft der China Aerospace Science and Technology Corporation.
Das Forschungsinstitut für Raumfahrtmedizin und -technik – 2005 in „Chinesisches Raumfahrer-Ausbildungszentrum“ umbenannt – unterstützt die Firma jedoch beim Subsystem für Umweltsteuerung und Lebenserhaltung (环境控制与生命保障分系统), also Kabinentemperatur, Sauerstoffgehalt der Atemluft, Wasseraufbereitung, Abfallbehandlung etc.
Als die Kommission für Wehrtechnik der Volksbefreiungsarmee am 10. Mai 1982 mit dem Büro für wehrtechnische Industrie beim Staatsrat und der Kommission für wissenschaftlich-technische Ausrüstung bei der Zentralen Militärkommission zur Kommission für Wissenschaft, Technik und Industrie für Landesverteidigung verschmolzen wurde, blieb das damalige Forschungsinstitut für Raumfahrtmedizin und -technik zunächst bei der neuen Wehrtechnik-Kommission. Als 1998 dann das Hauptzeugamt der Volksbefreiungsarmee eingerichtet wurde, wanderte das Forschungsinstitut zusammen mit dem am 5. Januar 1998 gegründeten Raumfahrerkorps der Volksbefreiungsarmee zu der neuen Dienststelle. Am 1. Januar 2016 trat dann die Tiefgreifende Reform der Landesverteidigung und des Militärs in Kraft, und das Raumfahrerzentrum wurde zunächst zusammen mit dem Raumfahrerkorps der Abteilung für Waffenentwicklung der Zentralen Militärkommission unterstellt. Bei einer weiteren Umstrukturierung im ersten Halbjahr 2017 wanderte das Raumfahrerkorps zur Hauptabteilung Raumfahrt der Strategische Kampfunterstützungstruppe,
während das Raumfahrerzentrum bei der Abteilung für Waffenentwicklung blieb.
In den 1970er Jahren hatten sowjetische Wissenschaftler herausgefunden, dass sich das Ansammeln von Körperflüssigkeiten im Kopf und der Muskelschwund in den Beinen bei längeren Aufenthalten in der Schwerelosigkeit dadurch simulieren lässt, dass man Probanden auf einem um 6° nach hinten geneigten Bett liegen lässt.
2007, während der Vorbereitungen für die Tiangong-Raumlabors, führte das Chinesische Raumfahrerzentrum unter dem Namen „Erde-Stern-I“ (地星一号) nach Vorversuchen mit 30 und 45 Tagen für Männer sowie 15 Tagen für Frauen den ersten Großversuch über 60 Tage durch. Für die Chinesische Raumstation waren jedoch Aufenthalte von bis zu 180 Tagen geplant. Daher führte das Raumfahrerzentrum von Juli bis Oktober 2019 das „Erde-Stern-II“-Experiment durch, bei dem 36 männliche Probanden 90 Tage lang in einer um 6° nach hinten geneigten Stellung (head-down tilt) verharren mussten, während sie unter der Aufsicht von 22 Wissenschaftlern an allen Arten von Geräten die Beinmuskulatur trainierten und auch sonst einer ständigen Überwachung unterlagen.
Anschließend an das Experiment fand noch eine 33-tägige Beobachtungsphase statt, in der dokumentiert wurde, wie sich die Probanden von dem simulierten Weltraumaufenthalt erholten.
Bei diesen Experimenten arbeitet das Raumfahrer-Ausbildungszentrum mit dem Institut für Weltraumwissenschaft und -technologie (深圳市绿航星际太空科技研究院) in Shenzhen zusammen, einer im Dezember 2014 zusammen mit der Stadtregierung von Shenzhen gegründeten zivilen Forschungseinrichtung.
Dort wurde im Juli und August 2021 auch ein insgesamt 34-tägiges Experiment durchgeführt, bei dem 13 Freiwillige zwischen einer dreitägigen Eingewöhnungs- und einer zehntägigen Wiedererstarkungsphase für 21 Tage nur Wasser zu sich nahmen und diese Zeit ruhend in einem Torpor-Zustand (die sogenannte „Hungerstarre“) mit reduziertem Stoffwechsel verbrachten. Man hofft, auf diese Art bei längeren interplanetaren Raumflügen den Ressourcenverbrauch reduzieren zu können.
Eine weitere Aufgabe des Raumfahrer-Ausbildungszentrums ist die ständige Überwachung der Einsatzbereitschaft der Raumfahrer. So müssen sich alle Raumfahrer zweimal pro Jahr einem Zentrifugentest bei 8 g unterziehen, vom Eintritt ins Raumfahrerkorps bis zum Ausscheiden aus dem Raumfahrerkorps, unabhängig davon, ob gerade eine Mission vorbereitet wird oder nicht. Auch während des Aufenthalts der Raumfahrer im All obliegt ihre medizinische Überwachung dem Raumfahrer-Ausbildungszentrum, wobei besonderes Augenmerk auf Dauer und Qualität des Schlafs gelegt wird. Anders als bei den Tiangong-Raumlabors ist auf der Chinesischen Raumstation kein Schichtbetrieb nötig (es gibt automatische Systeme, die die schlafenden Raumfahrer bei einem Notfall wecken). Die gesamte Besatzung steht um 06:30 Uhr Peking-Zeit auf und kontaktiert nach Morgentoilette und Frühstück um 08:00 Uhr das Raumfahrer-Ausbildungszentrum, wo ebenfalls um diese Zeit der Dienst beginnt. Nach einer Morgenbesprechung und der Abarbeitung des Tagesplans erfolgt um acht bis neun Uhr abends eine weitere Besprechung, in der die Raumfahrer über Schwierigkeiten oder Beschwerden berichten.
Um Raumfahrzeuge und Nutzlasten möglichst einfach und kraftsparend bedienbar zu machen, gibt es am Raumfahrer-Ausbildungszentrum eine eigene „Expertengruppe Ergonomie“ (工效学专家组), die weitgehend mit externen Fachleuten besetzt ist und dem Büro für bemannte Raumfahrt direkt untersteht. In Vorbereitung auf die Chinesische Raumstation und das Bemannte Monderkundungsprogramm wurde diese Expertengruppe am 27. November 2019 neu besetzt. Den Vorsitz der Expertengruppe übernahm Huang Weifen, die Leiterin der Raumfahrerauswahl und -ausbildung,
dazu kamen noch Professoren von der Tsinghua-Universität, der Pädagogischen Hauptstadt-Universität (首都师范大学), der Jiaotong-Universität Peking (北京交通大学), der Universität Südostchinas, der Technischen Universität Zhejiang, der Chinesischen Akademie der Wissenschaften, der Shanghaier Akademie für Raumfahrttechnologie, der China General Nuclear Power Group, die erfahrenen Raumfahrer Liu Wang und Wang Yaping sowie die Raumfahrtmedizinerin Wang Chunhui (王春慧) vom Zentrum selbst.
Parallel dazu gibt es am Raumfahrer-Ausbildungszentrum das Nationale Schwerpunktlabor für ergonomische Projekte (人因工程国家重点实验室), wo man sich mit längerfristigen Planungen befasst. Eines der schwierigsten Probleme auf der Chinesischen Raumstation ist zum Beispiel die Aufbereitung von Urin und seifenverschmutztem Waschwasser zu Trinkwasser. Man hofft, durch die Verwendung von Abwasser als Dünger für hydroponisch angebaute Nahrungspflanzen in einem gesteuerten Ökosystem die derzeit mit den Methoden der physikalischen Chemie arbeitende und sehr fehleranfällige Urinaufbereitungsanlage entlasten zu können. Erste erfolgreiche Versuche mit Sellerie und Eiskraut – beides Gemüsepflanzen mit hoher Salztoleranz – wurden 2022 zusammen mit der Xiangtan-Universität (湘潭大学) in Hunan durchgeführt.

## Lehre
Im Jahr 1985 wurde dem Forschungsinstitut für Raumfahrtmedizin und -technik von der Kommission für akademische Grade des Staatsrats der Volksrepublik China (国务院学位委员会, heute angesiedelt beim Ministerium für Bildung) das Recht verliehen, Studenten aufzunehmen und Diplomingenieurtitel zu vergeben sowie medizinische Staatsexamen abzunehmen. Nach dem Start des bemannten Raumfahrtprogramms 1992 wurde in der zweiten Hälfte der 1990er Jahre in der Raumfahrtstadt (航天城, Pinyin Hángtiān Chéng) ganz im Norden des Stadtbezirks Haidian, einige hundert Meter südwestlich des Raumfahrtkontrollzentrums Peking, ein neuer Gebäudekomplex errichtet. Dort befindet sich neben Simulatoren und Ausbildungsgeräten ein Nationales Schwerpunktlabor für grundlegende und angewandte Weltraummedizin, ein Schwerpunktlabor für Ergonomie und 14 weitere Labors sowie eine Bibliothek mit 120.000 Büchern und Zeitschriften. Fast hundert Dozenten sind dazu berechtigt, Diplomarbeiten zu betreuen. Derzeit (2019) hat die Hochschule des Raumfahrerzentrums zwei Fachbereiche – Ingenieurwesen und Medizin – die jeweils mehrere Studiengänge anbieten:

### Ingenieurwesen
- Lebenserhaltungssysteme I (Kabinendruck, Abfallbehandlung, Feuerlöschsysteme etc.)
- Lebenserhaltungssysteme II (Materialforschung, Lärmschutz, Druckliegen etc.)
- Raumfahrerauswahl und -training (körperliche Tests, psychologische Tests, Bedienung komplizierter Geräte etc.)
- Raumflugsimulation (Ausbildung der Raumfahrer an realen Geräten und in Computersimulationen)
- Raumfahrtergonomie (Interaktion zwischen, Mensch, Maschine und Umgebung, Messung und Bewertung der Arbeitseffizienz etc.)
- Medizinisches Ingenieurwesen (Messung, Übertragung und Verarbeitung biomedizinischer Indikatoren)
- Weltraumnahrung (Entwicklung, Herstellung und Qualitätskontrolle hochenergetischer Weltraumnahrung, Mikroorganismen in der Weltraumnahrung etc.)
- Raumanzüge (Theorie und Praxis von Kabinenanzügen und EVA-Anzügen, Material, Temperaturregelung etc.)
- Weltraumsimulation (Beschleunigung beim Start, Schwerelosigkeit, Vibration, Druckverlust etc.)

### Medizin
- Zell- und Molekularbiologie (physiologische und pathologische Veränderungen bei Raumfahrern unter den Bedingungen der Mikrogravitation etc.)
- Praktische Raumfahrtmedizin (medizinische Überwachung und Gesundheitsvorsorge der Raumfahrer, Hygiene etc.)
- Gravitationsphysiologie (Auswirkungen der Schwerelosigkeit bzw. Gewichtszunahme bei Start und Rückkehr auf den menschlichen Körper)
- Neurowissenschaften (Schädigung des Nervensystems unter den speziellen Bedingungen eines Raumflugs; Vorbeugung, Diagnose und Behandlung von Erkrankungen)
- Weltraumchirurgie (Abdominalerkrankungen, Schilddrüsen- und Brustdrüsenerkrankungen etc.)
- Kardiovaskuläre Medizin (Einfluss der Bedingungen im Weltall auf das Herz-Kreislauf-System)
- Weltraumosteologie (Vorsorge, Diagnose und Behandlung von Schäden an Skelettsystem und Gelenken durch Schwerelosigkeit, Sauerstoffmangel, Kosmische Strahlung etc.)
- Hals-Nasen-Ohren-Heilkunde (Schädigung der Hörschnecke durch Schwerelosigkeit und Lärm in der Kabine, insbesondere der Haarzellen des Innenohrs)[33]